# Прапор Смотрича
Прапор Смотрича — офіційний смт Смотрич Дунаєвецького району Хмельницької області, затверджений в вересні 2019р. рішенням сесії селищної ради. Художники - В.М.Напиткін, К.М.Богатов.

## Опис
Квадратне полотнище поділене горизонтально на дві смуги – пурпурову і білу, у співвідношенні 3:1. В центрі полотнища святий Юрій-Змієборець із жовтим німбом, в жовтих шатах, зеленому одязі і лазуровому плащі, на жовтому коні з лазуровою збруєю, жовтим списом вбиває зеленого дракона.